# Changlang
Changlang est une ville indienne située dans le district de Changlang dans l'État de l'Arunachal Pradesh. En 2001, sa population était de 6 394 habitants.

## Source de la traduction
- (en) Cet article est partiellement ou en totalité issu de l’article de Wikipédia en anglais intitulé « Changlang » (voir la liste des auteurs).